# 東高津町
東高津町（ひがしこうづちょう）は、大阪府大阪市天王寺区にある町名。丁番を持たない単独町名である。

## 地理
天王寺区の北東部に位置し、南と西に上本町、北に城南寺町、東の北側に味原町と南側に小橋町と接している。

## 歴史
元は東成郡東高津村、天王寺村、小橋村のそれぞれ一部。
江戸時代には大坂七墓の一つである小橋墓が置かれており、跡地は東高津公園などに利用されている。また、寺町の八丁目中寺町（15ヶ寺）のうち無量寺のみ当町に含まれている。
- 1889年（明治22年）4月1日 町村制施行により、東成郡東平野町大字東高津となる。
- 1897年（明治30年）4月1日 大阪市へ編入され、東区東平野大字東高津となる。
- 1900年（明治33年） 東高津北之町・東高津南之町の町名が起立。
- 1925年（大正14年）4月1日 新設の天王寺区へ転属。
- 1965年（昭和40年） 東高津北之町・東高津南之町・石ケ辻町・小橋西之町・味原町のそれぞれ一部を東高津町の現行行政地名に改編。

## 世帯数と人口
2019年（平成31年）3月31日現在の世帯数と人口は以下の通りである。
| 町丁     | 世帯数  | 人口    |
| -------- | ------- | ------- |
| 東高津町 | 993世帯 | 1,652人 |

### 人口の変遷
国勢調査による人口の推移。
| 1995年（平成7年）  | 1,505人 | [ 5 ] |  |
| 2000年（平成12年） | 1,579人 | [ 6 ] |  |
| 2005年（平成17年） | 1,754人 | [ 7 ] |  |
| 2010年（平成22年） | 1,786人 | [ 8 ] |  |
| 2015年（平成27年） | 1,686人 | [ 9 ] |  |

### 世帯数の変遷
国勢調査による世帯数の推移。
| 1995年（平成7年）  | 787世帯   | [ 5 ] |  |
| 2000年（平成12年） | 846世帯   | [ 6 ] |  |
| 2005年（平成17年） | 1,029世帯 | [ 7 ] |  |
| 2010年（平成22年） | 1,043世帯 | [ 8 ] |  |
| 2015年（平成27年） | 1,040世帯 | [ 9 ] |  |

## 事業所
2016年（平成28年）現在の経済センサス調査による事業所数と従業員数は以下の通りである。
| 町丁     | 事業所数  | 従業員数 |
| -------- | --------- | -------- |
| 東高津町 | 160事業所 | 1,905人  |

## 交通
- 大阪府道702号大阪枚岡奈良線（千日前通）

## 施設
- 東高津宮
- 大阪市立社会福祉センター
- 紀陽銀行 上本町支店
- たかつガーデン
- 東高津公園

## その他

### 日本郵便
- 〒543-0021[3]（集配局：天王寺郵便局[11]）